# Songs of Leonard Cohen
Songs of Leonard Cohen je první studiové album kanadského písničkáře Leonarda Cohena. Poprvé vyšlo v omezeném vydání dne 27. prosince 1967; ve větším počtu pak vyšlo v únoru 1968. Nahráno bylo během srpna 1967 a jeho producentem byl John Simon. V žebříčku Billboard 200 se album umístilo na 83. příčce.

## Seznam skladeb
Všechny skladby napsal Leonard Cohen.
| Pořadí | Název                             | Délka |
| ------ | --------------------------------- | ----- |
| 1.     | Suzanne                           | 3:48  |
| 2.     | Master Song                       | 5:55  |
| 3.     | Winter Lady                       | 2:15  |
| 4.     | The Stranger Song                 | 5:00  |
| 5.     | Sisters of Mercy                  | 3:32  |
| 6.     | So Long, Marianne                 | 5:38  |
| 7.     | Hey, That's No Way to Say Goodbye | 2:55  |
| 8.     | Stories of the Street             | 4:35  |
| 9.     | Teachers                          | 3:01  |
| 10.    | One of Us Cannot Be Wrong         | 4:23  |

| Bonusy na reedici z roku 2007 | Bonusy na reedici z roku 2007 | Bonusy na reedici z roku 2007 |
| Pořadí                        | Název                         | Délka                         |
| ----------------------------- | ----------------------------- | ----------------------------- |
| 11.                           | Store Room                    | 5:06                          |
| 12.                           | Blessed Is the Memory         | 3:03                          |